# Marvin, Welch & Farrar

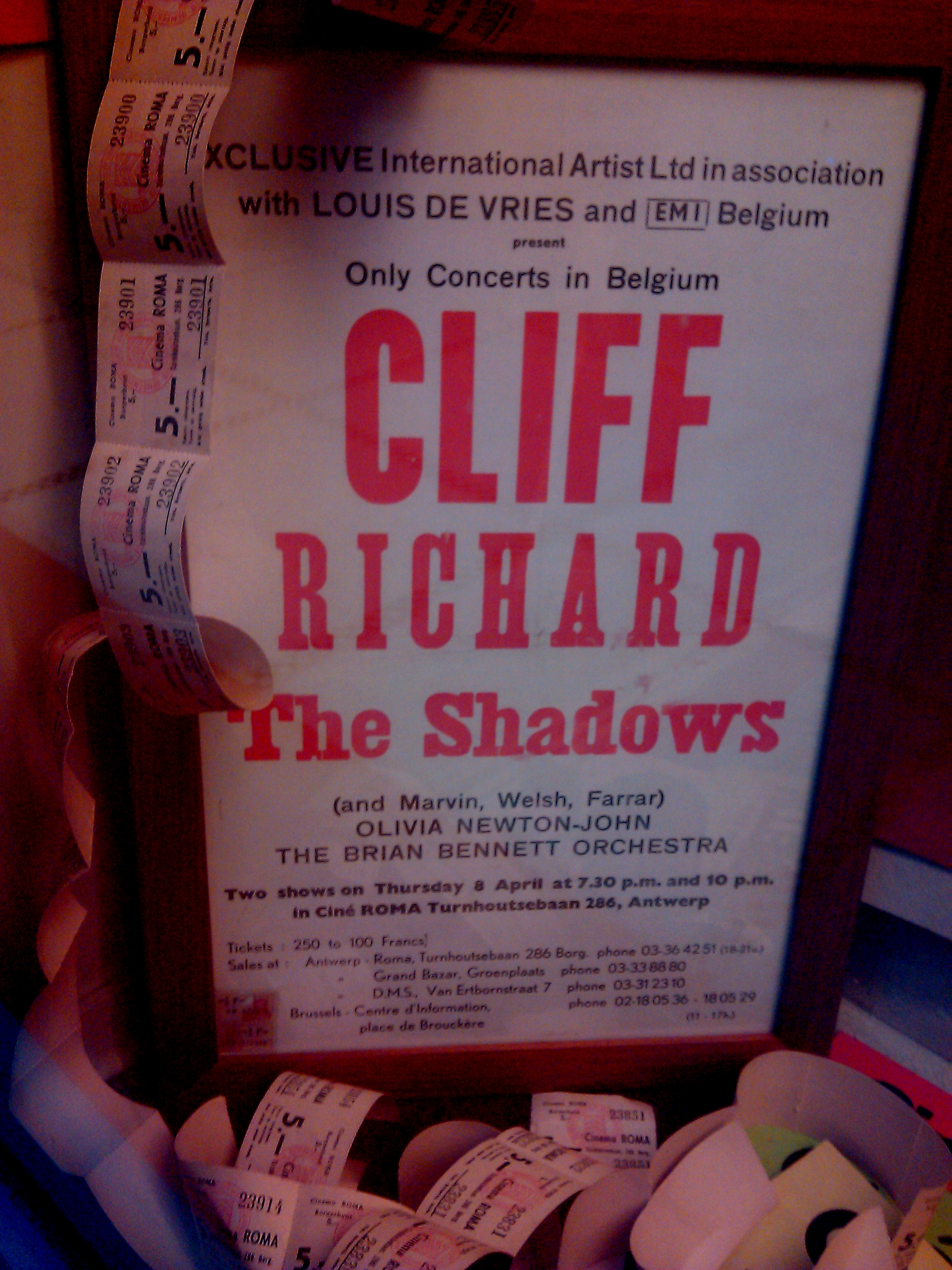
Concertaffiche in De Roma van het concert op 8 april 1971

Marvin, Welch & Farrar was een muziekgroep uit de beginjaren 1970. De groep werd gevormd door twee leden van The Shadows die daarmee muzikaal een andere weg insloegen. The Shadows waren vooral bekend omwille van hun instrumentale werk terwijl Marvin, Welch & Farrar uitsluitend vocale nummers brachten.

## Geschiedenis
De groep bestond uit Hank B. Marvin en Bruce Welch en de Australische zanger-gitarist John Farrar.
Hank B. Marvin: Ik dacht op dat ogenblik, terwijl The Shadows niet regelmatig optraden, dat het tijd was om iets nieuws te doen - zingen eerder dan instrumentaal werk. Ik besprak het vormen van een kwintet met Bruce. Hij was er niet voor te vinden zodat we het idee lieten varen en we begonnen samen songs te schrijven. Hij wilde ze uitbrengen als duo terwijl ik liever de steun had van een derde stem.
Het derde lid van de groep was een onbekende voor de Britse popmuziek. Marvin en Welch hadden het talent van John Farrar ontdekt tijdens een optreden van The Shadows in 1968 in Australië.
John Farrar: ...Bruce had al eerder geprobeerd me aan de lijn te krijgen en had een boodschap bij mijn moeder achtergelaten. Ik had gewerkt en was naar huis gegaan met mijn vrouw en we sliepen toen de telefoon rinkelde rond half twee 's nachts. Toen Bruce me over zijn plannen vertelde kon ik het niet geloven. Mijn vrouw Pat wilde dat ik alles liet vallen en het volgende vliegtuig naar Londen zou nemen maar ik probeerde rustig te blijven. We konden de slaap niet meer vatten en rookten sigaretten, dronken koffie en praatten de hele nacht. En eerlijk, ik wilde ook op het volgende vliegtuig.
Drie maanden later waren de Farrars in Londen en begonnen de eerste repetities als Marvin, Welch & Farrar.
Vanaf januari 1971 bracht Cliff Richard dertien muziekshows op de BBC. Marvin, Welch & Farrar traden hierin voor het eerst vijf keer op. Er werd ook aangekondigd dat de groep deel zou uitmaken van de tournee door  Europa in de lente van hetzelfde jaar. Daar werden ze aangekondigd als The Shadows featuring Marvin, Welch & Farrar. Het orkest van Brian Bennett zou Cliff Richard begeleiden en Brian en John Rostill zouden de set Shadows/Marvin, Welch & Farrar aanvullen. Rostill had echter contractuele verplichtingen met Tom Jones en werd vervangen door Dave Richmond. Ze traden onder meer op in zaal Roma te Antwerpen met Olivia Newton-John in het voorprogramma. De single Faithful uit 1971 reikte tot de 35ste plek in de Top 40, daarna werd het een terugkerend nummer in de Evergreen Top 1000 van NPO Radio 5.

## The Shadows versus Marvin, Welch & Farrar
Marvin en Welch stonden honderd percent achter het nieuwe project, het publiek echter vroeg tijdens ieder optreden naar het oude, vertrouwde Shadows-repertoire. Alhoewel The Shadows nog weinig van zich lieten horen werden ze toch tot Top Instrumental Group verkozen in de 1971 New Musical Express poll.
In 1972 verliet Bruce Welch de groep. Marvin en Farrar brachten nog één lp uit vooraleer zij ook het hoofd moesten buigen voor de wensen van het publiek om Shadowsnummers te spelen. Hank en John bleven samenwerken en sloten zich aan bij Brian en Bruce om een nieuwe line-up te vormen die in 1973 een nieuw Shadows-album Rocking with Curly Leads uitbracht.

## Discografie

### Albums
- 1971: Marvin, Welch and Farrar
- 1972: Second Opinion
- 1973: Hank Marvin and John Farrar (Marvin and Farrar)

### NPO Radio 2 Top 2000
| Nummers met noteringen in de NPO Radio 2 Top 2000 | '99  | '00  | '01  | '02  | '03  | '04  | '05  |
| ------------------------------------------------- | ---- | ---- | ---- | ---- | ---- | ---- | ---- |
| Faithful                                          | 1603 | -    | 1772 | 1334 | 1532 | 1400 | 1702 |
| Lady of the Morning                               | -    | 1445 | 1836 | -    | -    | -    | -    |

1. ↑  Een '-' betekent dat het nummer niet was genoteerd en een vetgedrukt getal geeft de hoogste notering van een nummer aan.
2. ↑  Deze tabel is bijgewerkt tot en met de laatste editie (2024).